# Gummi (périodique)
Gummi est un mensuel de bande dessinée néerlandais publié de mai 1977 à décembre 1979 par Espee. Il associait des planches d'auteurs underground locaux, souvent passés par Tante Leny Presenteert, et d'auteurs internationaux comme Will Eisner, Richard Corben, Marcel Gotlib ou Claire Bretécher.